# Momoria delongi
Momoria delongi är en insektsart som beskrevs av Blocker 1979. Momoria delongi ingår i släktet Momoria och familjen dvärgstritar. Inga underarter finns listade i Catalogue of Life.